# Бонвичино
Бонвичино (итал. Bonvicino) — коммуна в Италии, располагается в регионе Пьемонт, в провинции Кунео.
Население составляет 119 человек (2008 г.), плотность населения составляет 17 чел./км². Занимает площадь 7 км². Почтовый индекс — 12060. Телефонный код — 0173.
Покровителями коммуны почитаются святой апостол Иаков Старший, празднование 25 июля, и святой Христофор.

## Демография
Динамика населения:

## Администрация коммуны
- Официальный сайт: